# Terra Firma Capital Partners
Terra Firma Capital Partners Ltd. est un fonds d'investissement privé créé en 2002 et basé au Royaume-Uni. Il est le résultat de la reprise par Guy Hands du groupe Nomura Principal Finance, fondé en 1994. Le fonds a investi plus de 14 milliards d'euros depuis sa création.